# Gonocerus
Gonocerus Berthold, 1827 è un genere di insetti eterotteri della famiglia Coreidae.

## Tassonomia
Comprende le seguenti specie:
- Gonocerus acuteangulatus (Goeze, 1778)
- Gonocerus insidiator (Fabricius, 1787)
- Gonocerus juniperi Herrich-Schäffer, 1839
- Gonocerus lictor Horváth, 1879
- Gonocerus longicornis Hsiao, 1964
- Gonocerus lux Van Reenen, 1981
- Gonocerus nigrovittatus Ren, 1984
- Gonocerus patellatus Kiritshenko, 1916
- Gonocerus yunnanensis Hsiao, 1964